# Nipsippa
Nipsippa (Pulsatilla patens, eller Anemone patens L.) är en flerårig, 10-20 cm hög ört i familjen ranunkelväxter (Ranunculaceae).
Den har stora blålila blommor. Precis som andra sippor har nipsippan dels så kallade högblad (eller svepeblad) som sitter på blomstjälken en bit nedanför blomman, men även örtblad som växer upp från marken. Blommar i slutet av april-början av maj.
Nipsippan är egentligen en stäppväxt som finns i Europa, Sibirien och Nordamerika. Det huvudsakliga utbredningsområdet för underarten (ssp. Patens ) sträcker sig från östra Polen , Belarus och västra Ukraina österut genom de centrala delarna av Ryssland hela vägen till västra Sibirien. Separata, fragmenterade förekomster av den finns även i bland annat Sverige , Finland , Polen , Tyskland , Ungern och de baltiska länderna . En annan underart (ssp. Multifida ) finns alltid i centrala Ryssland genom Sibirien Så långt som till Stilla havet . Utbredningsområdet fortsätter på den nordamerikanska sidan, där det har spridit sig inåt landet från Alaska till de centrala delarna av kontinenten  I Sverige förekommer den endast på ett fåtal platser i Ångermanland, samt på norra och mellersta Gotland.
Nipsippan är fridlyst sedan 1938, liksom dess hybrid med fältsippan (Anemone patens x pratensis).